# Dime Qué (yegua)
Dime Qué (n. 2008) es un caballo purasangre chileno, hijo del semental norteamericano Ocean Terrace (Saint Ballado) y Dando Cariño por Tanaasa, de crianza y propiedad de Haras Porta Pia de don Víctor Saleh, su preparación estuvo a cargo de Miguel Medina T. Se consagró campeón 3 años en la pista del Club Hípico de Santiago con su triunfo en el Clásico El Ensayo Cristal disputado el 6 de noviembre de 2011. Posterior a este triunfo Dime Qué fue exportado a los Estados Unidos para continuar con su campaña.

## Campaña a los 2 años
Dime Qué, debutó el viernes 28 de enero del año 2011, en el premio 'Tacora', una carrera condicional destinada para machos de 2 años no ganadores, desarrollada en la pista del Club Hípico de Santiago, su jinete fue en esa oportunidad Nicolás García. Dime Qué llegó cuarto a 7 1/4 cuerpos del ganador El Tepe. 
La salida de perdedores de Dime Qué fue el día domingo 6 de marzo de 2011, en el premio condicional 'Chipinque' para machos de 2 años no ganadores, en lo que fue su tercera salida a la pista, con el jinete Nicolás García logró imponerse ante 12 rivales, logrando una ventaja de 1 cuerpo 1/4 a su más cercano competidor Kossakorum el favorito de la competencia, en tercer lugar se ubicó Pequeño Soñador a 1 cuerpo 1/4 y Lecter ocuparía el cuarto puesto a 5 cuerpos del hijo de Ocean Terrace, cronometrando 1 minuto 09 segundos y 25 centésimas para 1200 metros. Con esta actuación Dime Qué comenzaba a proyectarse como futuro animador clásico.
En el mes de junio Dime Qué reaparece disputando los clásicos Álvaro Covarrubias Grupo III y Alberto Vial Infante Grupo I para machos de 2 años, ambos en distancia de 1600 metros, en el primer clásico disputado el viernes 3 de junio presentaba en sus lomos al jinete Guillermo Pontigo, llegando cuarto a 7 3/4 cuerpos del que a la postre sería el campeón 2 años en el Club Hípico de Santiago Omayad. Tres semanas después sus responsables lo inscribieron en el clásico Grupo I Alberto Vial Infante que se corrió el domingo 26 de junio, nuevamente con Guillermo Pontigo en su cruz, solo llega sexto a 10 1/2 cuerpos del ya consagrado Omayad.

## Campaña a los 3 años
Un mes después y ya con 3 años Dime Qué hizo su reaparecida el 29 de julio en los 1600 metros del Clásico Grupo II Criadores Machos, ocasión donde corrió en pista pesada, su nuevo jinete fue David Sánchez llegando tercero a 9 cuerpos del invicto Omayad. 
Tres semanas después el 19 de agosto obtiene el segundo triunfo de su campaña ganando en los 1600 metros del Clásico Grupo III Raimundo Valdés C., donde  derrotó a Vyctorino por 6 cuerpos, en tercer lugar quedó Umamichi a 7 cuerpos y el cuarto puesto fue para Victory Branch a 7 1/4 cuerpos del nieto de Tanaasa, el tiempo registrado fue de 1 minuto 36 segundos y 65 centésimas para 1600 metros en pista pesada, desde esta carrera Elías Toledo pasaría a ser su jinete. 
Dos semanas después de su segunda victoria, Dime Qué disputa el domingo 4 de septiembre los 1700 metros del Clásico Grupo I Polla de Potrillos obteniendo un tercer puesto a 6 3/4 cuerpos del hasta ese momento 'invencible' Omayad.
Posteriormente el desafío sería mayor, llegaría la hora de que se enfrenten los machos y las hembras en los tradicionales 2000 metros del Clásico Grupo I Nacional Ricardo Lyon Cruz del Sur. El viernes 30 de septiembre y luego de 6 triunfos consecutivos, Omayad cae derrotado en cancha ante Quick Casablanca, sin embargo este último es distanciado al segundo lugar por la junta de comisarios en una carrera polémica, mientras que María Morena llegó tercera y en la cuarta ubicación se colocó Dime Qué a 8 cuerpos del vencedor.
Luego de correr el Clásico Nacional Ricardo Lyon, el siguiente desafío sería la primera etapa de la Triple corona nacional el Clásico Grupo I El Ensayo Cristal. fue inscrito junto a otros 8 rivales entre los que destacaban Omayad, Quick Casablanca y  María Morena la única hembra de la nómina. El domingo 6 de noviembre de 2011, mérito a sus constantes figuraciones Dime Qué logra triunfar sorpresivamente en los 2400 metros de la máxima prueba de la hípica chilena, derrotando al favorito de la carrera Omayad por 1/2 cuerpo, tercero se ubicó Quick Casablanca a 3 3/4 cuerpos y en la cuarta colocación quedó María Morena a 7 3/4 cuerpos, de esta manera logra convertirse en campeón 3 años del Club Hípico de Santiago. Con este triunfo Dime Qué logró una campaña de 3 carreras ganadas, 3 terceros, 3 cuartos y una fuera del marcador en 10 carreras disputadas.

## Clásicos Ganados
- Raimundo Valdés C. - Grupo III (2011).
- El Ensayo - Grupo I (2011).